# Hannivka, Șîroke
Hannivka (în ucraineană Ганнівка) este un sat în comuna Șestirnea din raionul Șîroke, regiunea Dnipropetrovsk, Ucraina.

## Demografie
Componența lingvistică a localității Hannivka
     Ucraineană (97,03%)
     Rusă (2,12%)
     Alte limbi (0,85%)
Conform recensământului din 2001, majoritatea populației localității Hannivka era vorbitoare de ucraineană (97,03%), existând în minoritate și vorbitori de rusă (2,12%).